# Río Muonio
El río Muonio (en finés: Muonionjoki; en sueco: Muonio älv) es un río ubicado al norte de Finlandia y Suecia, afluente del río Torne, que sirve junto a este último como frontera entre Finlandia y Suecia. Tiene una longitud de 230 kilómetros de largo y un caudal de 171 metros cúbicos por segundo. 

## Geografía
El río nace con la unión del río Könkämäeno y el Lätäseno, al sur del municipio finlandés de Enontekiö. A partir de allí discurre hacia el sur y rodea el pueblo de Muonio, hasta desembocar en el río Torne, después de un trayecto de 230 kilómetros y un desnivel de 205 metros. Desde el año 1809, cuando se firmó el Tratado de Fredrikshamn, el río Muonio, al igual que el río Könkämäeno y el río Torne, sirve de frontera entre Suecia y Finlandia (en el momento del tratado, entre Suecia y el Imperio ruso).

## Fauna
En el río existe una gran variedad de peces, entre los que se encuentran el salmón y la trucha. Durante los meses de verano se llevan a cabo actividades de pesca, ya sea desde la costa o en bote, ya que las aguas permiten su navegación en pequeñas embarcaciones.
Durante el invierno, ya que se encuentra en una zona polar, el río se congela.